# Steven Universe
Steven Universe är en TV-serie som sändes på Cartoon Network 2013–2019. Steven är en pojke som är hälften människa och hälften kristallsten. Han bor tillsammans med tre kristallkrigare, Granat, Ametist och Pärlan, som är hans förmyndare. Utomjordingarna är stenar där varje sten har sitt eget utseende och sin egen kraft. Steven har inte några krafter i början av serien, men han utvecklar långsamt förmågor under seriens gång. Oftast får Steven spontana idéer som gör att han råkar illa ut och måste räddas av de tre kristallkrigarna.